# Xenops genibarbis
El picolezna liso (Xenops genibarbis) es una especie –o el grupo de subespecies Xenops minutus genibarbis/mexicanus, dependiendo de la clasificación considerada– de ave paseriforme de la familia Furnariidae. Es nativo de la América tropical (Neotrópico), desde el sur de México, por América Central y del Sur, hasta el centro de Brasil, este de Perú y  norte de Bolivia. Se describen hasta diez subespecies, pero la combinación de análisis genético-moleculares, morfológicos y vocales sugieren que puede tratarse de más de una especie diferente.

## Nombres comunes
Se le denomina también picolezna común, liso o sencillo (en México), xenops común (en Honduras y Costa Rica), piquivuelto común (en Nicaragua), xenops bayo (en Panamá), xenops pardusco (en Colombia), pico lezna pechirrayado (en Venezuela) o pico-lezna simple (en Perú).

## Distribución y hábitat
Las subespecies se distribuyen ampliamente desde el sur de México, por Belice, Guatemala, Honduras, Nicaragua, Costa Rica, Panamá, Colombia, Venezuela, Guyana, Surinam, Guayana francesa, la totalidad de la Amazonia brasileña, Ecuador, Perú, hasta el norte de Bolivia; ocurren poblaciones en el noreste y centro de Brasil.
Esta especie es ampliamente diseminada y considerada bastante común a común en sus hábitats naturales, el sotobosque, el estrato medio, y los bordes de selvas húmedas tropicales y subtropicales de tierras bajas, principalmente por debajo de los 900 m de altitud.

## Sistemática

### Descripción original
La especie X. genibarbis fue descrita por primera vez por el naturalista alemán Johann Karl Wilhelm Illiger en 1811 bajo el mismo nombre científico; la localidad tipo es: «Cametá (Río Tocantins), Brasil».

### Etimología
El nombre genérico masculino «Xenops» se compone de las palabras del griego «ξενος xenos» que significa ‘extraño’, y «ωψ ōps, ωπος ōpos» que significa ‘cara’ (en referencia al pico); y el nombre de la especie «genibarbis», se compone de las palabras del latín «gena» que significa ‘mejilla’, y «barbis» que significa ‘barba’.

### Taxonomía
La presente especie es tratada como el grupo de subespecies genibarbis (incluyendo al grupo mexicanus) del picolezna menudo (Xenops minutus), pero las clasificaciones Aves del Mundo (HBW) y Birdlife International (BLI), y más recientemente por el Congreso Ornitológico Internacional (IOC), consideran a todo el grupo una especie separada, con base en diferencias de plumaje y de vocalización, y con soporte de estudios genético-moleculares de Harvey & Brumfield (2015).
Adicionalmente, la combinación de los mismos análisis moleculares y las evidencias vocales indican fuertes diferencias entre el clado noroeste («grupo mexicanus», denominado picolezna liso noroccidental) y el clado sureste  («grupo genibarbis», denominado picolezna liso suroriental); sin embargo, las diferencias morfológicas entre los dos grupos son ligeras, y se precisan análisis completos de todas las evidencias antes de reconsiderar los límites de las subespecies. El canto del grupo mexicanus es un trinado acelerado ascendente y que después cae, mientras que la presente produce un canto más lento, con menos notas, no variando (o poco) en velocidad y ritmo.
Las principales diferencias apuntadas por HBW para justificar la separación son: en X. minutus, el mentón y la garganta son notablemente blancos, conectando con la estría blanca debajo de los «bigotes» con relativamente poco color pardo en la región malar por debajo (que es prominente y separa completamente el mentón de la estría en X. genibarbis, del cual todas las subespecies tienen la garganta blanquecina estriada de pardo); el estriado pálido se extiende menos sobre el pecho; el canto es una serie de cuatro a cinco notas arrastradas ascendentes, la primera de timbre ligeramente menor y tenue, que en G. genibarbis son emitidas más velozmente, más numerosas y más arrastradas.
La subespecie alagoanus, bastante ignorada desde su descripción en 1954, es en general similar a los miembros del «grupo genibarbis», pero muy poco conocida. El IOC no la lista y la incluye en la subespecie nominal. La subespecie propuesta cayoensis (de Belice) no es diagnosticable.

### Subespecies
Según la clasificación Aves del Mundo se reconocen diez subespecies, con su correspondiente distribución geográfica:
- Grupo politípico mexicanus:
  - Xenops genibarbis mexicanus P.L. Sclater, 1857 – sur de México (desde Veracruz y norte de Oaxaca) al sur hasta Honduras.
  - Xenops genibarbis ridgwayi Hartert y Goodson, 1917 – Nicaragua hacia el sur hasta el centro de Panamá.
  - Xenops genibarbis littoralis P.L. Sclater, 1862 – este de Panamá (Darién) y norte de Colombia (hacia el este hasta los valles del Cauca y del Magdalena) hacia el sur hasta el oeste de Ecuador y extremo noroeste de Perú (Tumbes).
  - Xenops genibarbis neglectus Todd, 1913 – noreste de Colombia (al sur hasta  Cundinamarca) y noroeste de Venezuela (al este hasta Miranda).
  - Xenops genibarbis olivaceus Aveledo y Pons, 1952 – serranía del Perijá en el noreste de Colombia y  noroeste de Venezuela.

- grupo politípico genibarbis:
  - Xenops genibarbis remoratus J.T. Zimmer, 1935 – este de Colombia (hacia el este desde Meta y Caquetá), suroeste de Venezuela (suroeste de Amazonas) y noroeste de Brasil (noroeste de Amazonas hacia el este hasta el río Negro).
  - Xenops genibarbis ruficaudus (Vieillot, 1816) – este de Colombia (Vichada), sur y este de Venezuela (Amazonas y Bolívar hacia el este hasta la península de Paria), las Guayanas y norte de Brasil (al este hasta el río Negro).
  - Xenops genibarbis obsoletus J.T. Zimmer, 1924 – este de Ecuador, este de Perú, oeste de Brasil (al sur del río Amazonas, al este hasta el río Madeira) y norte de Bolivia (al sur hasta el norte de Santa Cruz).
  - Xenops genibarbis genibarbis Illiger, 1811 – centro de Brasil (desde el Madeira hacia el este hasta Piauí, al sur hasta Mato Grosso y norte de Goiás).
  - Xenops genibarbis alagoanus Pinto, 1954 – noreste de Brasil desde Paraíba al sur hasta Alagoas.